# 民族統一主義引起的紛爭

## 民族統一主義引起的糾紛
虽然领土争议未必与收复失地有关，但某些国家往往用民族统一主义措辞，在国内外证明其合法性。

### 流血冲突
- 普丹战争、普奥战争、普法战争（谋求德意志民族统一）
- 烧炭党叛乱、意大利1848年革命、第二次意大利独立战争、撒丁王国与教皇国的冲突（谋求意大利民族统一）
- 邓南遮占领阜姆（谋求“尚未收复的意大利”）
- 戊辰战争、西南战争（谋求日本统一集权）
- 塞尔维亚加入两次巴尔干战争（谋求南斯拉夫民族统一）
- 希腊加入一战（谋求希腊民族统一）
- 俄国内战（谋求沙俄版图统一）
- 土耳其独立战争（谋求土耳其民族统一）
- 五路战争（谋求蒙古民族统一）
- 国民革命军北伐（谋求中國统一）
- 中泰國境戰爭
- 罗马尼亚加入一战、二战（谋求罗马尼亚民族统一）
- 匈牙利加入二战（谋求匈牙利民族统一）
- 太平洋战争（谋求东亚民族统一）
- 朝鲜战争（谋求朝鲜民族统一）
- 越南战争（谋求越南民族统一）
- 波湾战争（谋求阿拉伯民族统一）
- 塞浦路斯军人1974年政变推翻总统马卡里奥斯三世（谋求希腊民族统一）
- 北爱尔兰问题（谋求爱尔兰民族统一）
- 科索沃戰爭与2001年馬其頓武裝衝突（谋求阿尔巴尼亚民族统一）
- 俄烏戰爭（谋求东斯拉夫民族统一）[1][2]

### 不流血冲突
- 1989年柏林墙的倒塌（谋求德意志民族统一）
- 2013年朝鲜半岛危机（谋求朝鲜民族统一）
- 2007年亚洲冬季运动会韩国运动员标语事件（谋求古朝鲜版图统一）
- 2014年克里米亞歸屬公投克里米亞公投加入俄羅斯聯邦（謀求俄羅斯民族統一）

## 民族統一主義實體與設想
以下是不完整的列表，包括現在與歷史上（已不存在）的民族統一主義實體與設想。
| 民族統一主義實體與設想 | 國家政權和地區                                                                                               | 主體民族           | 備註                                               |
| ---------------------- | --- | ------------------ | -------------------------------------------------- |
| 大中華                 | 中华人民共和国 · 中華民國（臺灣）                                                                            | 華人（漢族等）     | 中國統一、兩個中國                                 |
| 突厥斯坦               | 土耳其 · 北賽普勒斯 · 等                                                                                     | 不適用             | 突厥斯坦、泛突厥主義                               |
| 大阿爾巴尼亞           | 阿尔巴尼亚 · 科索沃 · 蒙特內哥羅 · 北馬其頓                                                                  | 阿爾巴尼亞人       | 巴爾幹化、科索沃歷史                               |
| 大亞美尼亞             | 亞美尼亞 · 阿尔察赫共和国                                                                                    | 亞美尼亞人         | 威爾遜亞美尼亞、納戈爾諾-卡拉巴赫                  |
| 大奧地利合眾國         | 奥地利 · 匈牙利 · 斯洛伐克 · 捷克 · 塞爾維亞 · 羅馬尼亞 · 乌克兰 · 斯洛維尼亞 · 波蘭 · 義大利                | 不適用             | 奧匈帝國解體、大奧地利合眾國                       |
| 大保加利亞             | 保加利亚 · 北馬其頓 · 希腊 · 土耳其                                                                          | 保加利亞人         | 巴爾幹化、保加利亞歷史                             |
| 大羅馬尼亞             | 羅馬尼亞 · 摩尔多瓦 · 德涅斯特河沿岸 · 敖德薩州                                                              | 羅馬尼亞人         | 羅馬尼亞及摩爾多瓦統一運動、摩爾多瓦語言和民族問題 |
| 大芬蘭                 | 芬兰 · 卡累利阿共和国                                                                                        | 芬蘭人             | 卡累利阿問題、國族問題                             |
| 大德意志               | 德国 · 奥地利 · 加里宁格勒州                                                                                 | 德意志人           | 德意志統一、奧地利國家條約                         |
| 大匈牙利               | 匈牙利 · 羅馬尼亞 · 捷克斯洛伐克 · 自治省                                                                    | 馬扎爾人           | 特里亞農條約、匈牙利歷史                           |
| 大俄羅斯               | 俄羅斯 · 白俄羅斯 · 乌克兰 · 卢甘斯克人民共和国 · 顿涅茨克人民共和国 · 德涅斯特河沿岸                        | 東斯拉夫人         | 全俄羅斯、大俄羅斯                                 |
| 偉大理想               | 希腊 · 北馬其頓 · 賽普勒斯                                                                                   | 希臘人             | 塞浦路斯問題、大希臘主義                           |
| 大印度                 | 印度 · 巴基斯坦 · 斯里蘭卡                                                                                   | 印度斯坦族         | 印度斯坦、印巴分治                                 |
| 大伊朗                 | · 伊朗 · 阿富汗 · 亞美尼亞 · 伊拉克库尔德斯坦                                                                | 伊朗人             | 大呼羅珊、大波斯                                   |
| 大以色列               | 以色列 · 约旦河西岸 · 加沙地带 · 巴勒斯坦                                                                    | 猶太人             | 以色列地、應許之地                                 |
| 統一馬其頓             | 北馬其頓 · 希腊馬其頓 · 阿尔巴尼亚 · 保加利亚                                                                | 馬其頓人           | 馬其頓名稱爭議、馬其頓                             |
| 大蒙古                 | 蒙古国 · 中华人民共和国內蒙古 · 布里亞特共和國 · 图瓦共和国                                                  | 蒙古人             | 泛蒙古主義、大蒙古國                               |
| 大摩洛哥               | 摩洛哥 · 西撒哈拉 · 毛里塔尼亚 · 阿尔及利亚                                                                  | 阿拉伯人、柏柏爾人 | 大摩洛哥、綠色進軍                                 |
| 大荷蘭                 | 荷蘭 · 盧森堡 · 比利时                                                                                       | 荷蘭人             | 比荷盧、弗拉芒運動                                 |
| 大波蘭                 | 波蘭 · 立陶宛 · 爱沙尼亚 · 拉脫維亞 · 芬兰 · 白俄羅斯 · 乌克兰 · 羅馬尼亞 · 南斯拉夫 · 捷克斯洛伐克 · 匈牙利 | 波蘭人             | 海間聯邦、波蘭立陶宛                               |
| 愛爾蘭統一             | 愛爾蘭共和國 · 北爱尔兰                                                                                      | 愛爾蘭人           | 北愛爾蘭問題、愛爾蘭聯合主義                       |
| 大東亞共榮圈           | 大日本帝国 · 滿洲國 · 越南 · 泰國 · 緬甸國 · 菲律賓第二共和國 · 自由印度臨時政府 · 汪精衛政權                | 东亚人种           | 第二次世界大戰 大東亞會議                          |
| 大呼羅珊               | 阿富汗 · 伊朗 ·                                                                                              | 波斯人             | 呼羅珊                                             |
| 大塞爾維亞             | 塞爾維亞 · 科索沃 · 北馬其頓 · 蒙特內哥羅                                                                    | 塞爾維亞人         | 南斯拉夫、巴爾幹戰爭 南斯拉夫內戰                  |
| 大克羅地亞             | · 自治省 · 斯洛維尼亞                                                                                        | 克羅地亞人         | 巴爾干化                                           |
| 大索馬里               | · 索馬利蘭 · 衣索比亞                                                                                        | 索馬里人           | 歐加登、歐加登戰爭                                 |
| 大敘利亞               | 叙利亚 · 以色列 · 巴勒斯坦 · 伊拉克 · 賽普勒斯 · 约旦 · 黎巴嫩 · 土耳其 · 北賽普勒斯                         | 阿拉伯人           | 黎凡特、新月沃土                                   |
| 大也門                 | 葉門 · 阿曼 · 沙烏地阿拉伯                                                                                   | 阿拉伯人           | 南阿拉伯聯邦                                       |
| 泛伊斯蘭主義           | 阿拉伯国家联盟等穆斯林國家                                                                                   | 穆斯林             | 伊斯蘭文化圈                                       |
| 阿拉伯聯邦             | 阿拉伯国家联盟                                                                                               | 阿拉伯人           | 泛阿拉伯主義                                       |
| 非洲合眾國             | 非洲联盟 | 不適用             | 泛非主義                                           |

## 參看
- 領土收復主義
- 既成事實
- 种族主义
- 种族清洗
- 扩张主义
- 國族認同
- 生存空间
- 復仇主義
- 维持现状
- 领土纷争